# العمود
العمود  قرية سوريّة تتبع إداريّاً لمحافظة حلب منطقة عفرين ناحية شران، بلغ تعداد سكانها 339 نسمة حسب التعداد السكاني لعام 2004.